# Осада Надьканижи
Осада Надьканижи — событие Тринадцатилетней война в Венгрии, в рамках которого османская армия успешно удерживала крепость Надьканижа в западной Венгрии против гораздо большей объединённой армии Габсбургской монархии в 1601 году.

## Предыстория
21 апреля 1521 года император Священной Римской империи Карл V подарил своему брату Фердинанду I свои австрийские владения, которые занимали Австрию, королевства Богемию и Венгрию. В 1558 году ему же отошел титул Римского императора после смерти Карла.
Решающее поражение короля Венгрии и Богемии Людовика II от войск Сулеймана Великолепного в битве при Мохаче в 1526 году привело к падению династии Ягеллонов. Гибель Людовика в битве положила начало гражданской войне. Не участвовавший в битве при Мохаче венгерский аристократ Янош Запольяи оказался единственным, кто обладал военной силой, и заявил о своих правах на престол Венгрии. Его конкурентом претендентом был зять Людовика, Фердинанд I.
После захвата османами в 1541 году Буды, которая в конечном итоге слилась с соседним Пештом, чтобы стать Будапештом, Королевство Венгрия раскололось на три части. Западная Венгрия попала под контроль Габсбургов, а Княжество Трансильвания, или Восточное Венгерское королевство, стало османским вассальным государством во главе с Яношем Запольяи, а затем его сыном, который после падения Буды бежал в Липпу со своей матерью.
Начался период, известный как война крепостей. Габсбурги построили 100—120 фортов, которые они называли бастионами христианства, наиболее важные из них находились в Хорватии, Славонии, Каниже, Дьёре, Банавидеке и Верхней Венгрии. Флот, базирующихся в Комароме, защищал Дунай. У османов также было 100—130 крепостей в Буда-Пеште, Эстергоме и Темешваре.
После 1597 года первоначальная османская победа выглядела скорее как тупик. Имперская армия взяла Дьёр в 1598 году и Секешфехервар в 1601 году, в свою очередь турки захватили Надьканижу в 1600 году и повторно — Секешфехервар в 1602 году.
Вялые боевые действия практически прекратились в 1604 году с началом восстания Иштвана Бочкаи. Обе стороны приветствовали мир в 1606 году, устав от разрушений и трат на войну.
С 1600 года Надьканижа находилась под контролем 7-тысячного османского гарнизона во главе с Тирьяки Хасан-пашой. Захваченный город стал столицей эйялета Канижа, административной единицы Османской империи. Вилайет объединил территорию вокруг Надьканижи с эйялетом Зигетвар, основанным в 1596 году из частей Боснии и других провинций. Эта новая османская провинция находилась всего в 20 милях от австрийского герцогства Штирия, что вызывало серьёзное беспокойство при императорском дворе и в Ватикане. Папа Климент VIII благословил третье вторжение в Венгрию, на этот раз под командованием своего племянника Джанфранческо Альдобрандини.
В свою очередь османы к тому времени вывели большую часть своих солдат из региона. Фердинанд II, командующий габсбургской объединённой армией, увидел в этом возможность для неожиданной атаки и осадил Надьканижу 9 сентября 1601 года, отрезав все маршруты снабжения крепости.

## Осада
В армии Габсбургов насчитывалось 35 000 человек и 40 орудий, в неё входили, помимо немцев и австрийцев, солдаты из Италии, Испании, Венгрии, Хорватии, Мальты, Валлонии и итальянские наемники Ватикана. Османские силы насчитывали всего 9 000 янычар и 100 небольших пушек, они были ограничены в провианте и боеприпасах, поэтому Тирьяки Хасан-паша первоначально приказал своим войскам использовать только винтовки.
Фердинанд приказал атаковать, думая, что у османов нет артиллерии, а только винтовки. Эта ошибка привела коалиционную армию к разгрому. Удары ста османских пушек вызвали большие потери в рядах противника, силы коалиции в ответ начали решительный штурм, но понесли ещё большие потери.
Тирьяки Хасан-паша использовал военные хитрости, притворяясь, что у него достаточно еды и оружия, чтобы противостоять атакам коалиции в течение длительного времени. Он также написал сообщения о том, что османская армия в Белграде якобы идет на помощь Надьканиже. Эти записки были положены в карманы мертвых османских солдат, лежавших за крепостными стенами.
Эта дезинформация ещё больше разозлила Фердинанда II и привела к ещё более ожесточенным атакам на крепость. Чтобы сохранить боевой дух, османы ежедневно пировали на виду у противника, Хасан-паша также приказал военному оркестру играть каждый день.
Через два месяца в османской армии возникла серьёзная нехватка продовольствия и боеприпасов. Капитан Ахмед-Ага сказал, что может сделать порох, если у него будут необходимые элементы. Это позволило османам защитить крепость ещё на 2-3 недели. После этого османы почти исчерпали все свои запасы. Им нужно было что-то решать — голодать или сдаваться, так как близилась зима.
Отчаявшись, осажденные неожиданно атаковали противника в ночь на 18 ноября 1601 года, на 73-й день осады. Фердинанд II был застигнут врасплох и в панике решил, что пришли османские подкрепления. Он немедленно дал приказ об отступлении.

## Последствия
После этой победы султан Мехмед III возвысил Тирьяки Хасана-пашу до визиря. Он отвечал за порядок в венгерских провинциях в течение десяти последующих лет, до своей смерти. Султан Мехмед III умер в 1603 году. После царствования ещё четырёх султанов, а именно Ахмеда I, Османа II, Мурада IV и Мехмеда IV, в 1683 году период экспансии Османской империи завершился.